# Ctenomys occultus
Ctenomys occultus е вид бозайник от семейство тукотукови (Ctenomyidae). Видът е застрашен от изчезване.

## Разпространение
Разпространен е в Аржентина.